# Pessimismo
Il pessimismo è in senso generico un atteggiamento sentimentale che tende a sottolineare gli aspetti negativi di un'esperienza della realtà caratterizzata dall'infelicità e dal dolore. Questa visione, dal punto di vista etico, si traduce in un giudizio di prevalenza del male sul bene.

## Il pessimismo trascurato
che in questo stesso periodo, pur contrastato dalla filosofia ufficiale accademica e dai teologi, conosceva la diffusione di una produzione letteraria, in specie poetica, dai caratteri pessimistici.
Fatto sta che dopo il periodo indicato durante il quale Schopenhauer ed Hartmann divennero molto popolari per le loro opere sul tema del pessimismo e dopo una breve rinascita d'interesse nella seconda metà del XIX secolo, quest'argomento venne trascurato dalla storiografia filosofica così che la riflessione sul pessimismo è rimasta ancorata a questi due pensatori che in realtà non sono gli unici filosofi "pessimisti" poiché altri autori, come ad esempio Julius Bahnsen e Philipp Mainländer, hanno ripreso e sviluppato il pensiero sul pessimismo.

## Il concetto di pessimismo
La filosofia, che considera il pessimismo un fatto sentimentale ne dà una descrizione speculativa distinguendo:
- il pessimismo empirico che si ha quando la visione negativa resta limitata al mondo fisico in contrapposizione ad un aldilà felice.
- il pessimismo metafisico, quando la visione negativa si estende anche al mondo metafisicamente considerato nella sua totalità. In questa concezione la volontà morale dell'uomo non è giudicata un valore in sé, ma da prendere in considerazione solo se dirige l'azione umana all'ascesi rendendo così possibile il raggiungimento, o individualmente (Schopenhauer) o a livello cosmico (Hartmann, Leopardi, Emil Cioran), della liberazione dell'esistenza dal dolore. Per questo pessimismo il mondo è attraversato da una volontà irrazionale che ha reso senza senso la vita per l'uomo che si deve proporre allora l'annichilimento del mondo stesso riportandolo dall'essere al non-essere con un capovolgimento di un principio cardine della razionalità occidentale per la quale omne ens, in quantum ens, est bonum.

## Il pessimismo di Leopardi
(G. Leopardi, Zibaldone, 4174 (19-22 aprile 1826))

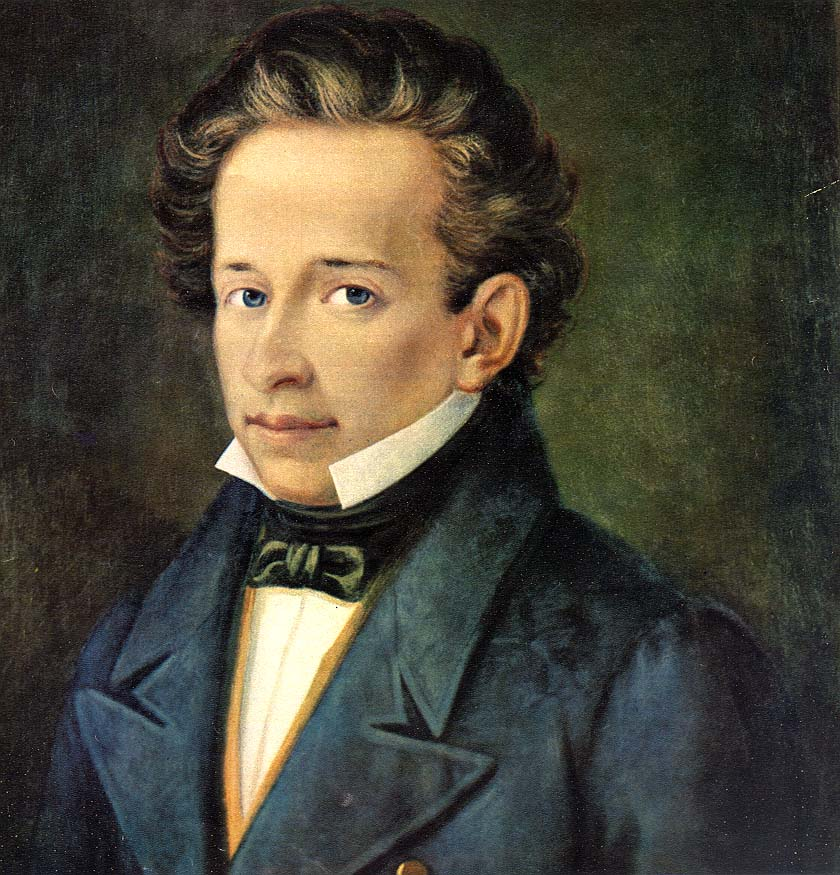
Giacomo Leopardi

Il pessimismo leopardiano attraverso diverse fasi che rappresentano diversi tipi di pessimismo. Parte da una posizione di estremo pessimismo personale, causato dalla perdita della gioventù e della salute, egli approda un pessimismo storico riguardante il continuo decadimento della società, e infine a un pessimismo cosmico, consapevole dell'«infinita vanità del tutto», comprendente l'umanità e l'intero universo (nichilismo).
Leopardi colloca l'unica felicità possibile della vita umana nell'adolescenza, carica di aspettative e illusioni riguardo l'età adulta da cui resteranno tuttavia disingannate, per concludere che il piacere non è uno stato duraturo, ma solo un passaggio transitorio dal dolore alla noia, come sostenuto nel Sabato del villaggio dove l'attesa della festa è destinata a spegnersi nella deludente domenica, o nella Quiete dopo la tempesta per il quale esso è «figlio d'affanno».
(Giacomo Leopardi, Zibaldone, 27 maggio 1829)
L'essere umano (come dirà poi nel Novecento Peter Wessel Zapffe e come diceva da un punto di vista cristiano Blaise Pascal) ha quindi un desiderio naturale di soddisfazione che non può essere esaudito, e quindi è destinato all'infelicità a causa della sua troppa autocoscienza.
Egli tuttavia non rinuncia alla speranza e alla solidarietà, e quindi in un certo senso, paradossalmente, all'amore per la vita e per le illusioni dell'arte e della poesia, opponendo per ultimo un pessimismo eroico contro il fato e la natura «matrigna». 
Egli pensa comunque che pure l'infelicità può essere una questione personale, non percepita da tutti:
(Dialogo di Tristano e di un Amico)
(Giacomo Leopardi, Canto notturno di un pastore errante dell'Asia, vv. 100-104)
Tuttavia la filosofia gli mostra la verità ontologica del pessimismo cosmico:
(ibidem, vv. 139-143)

## Il pessimismo di Schopenhauer

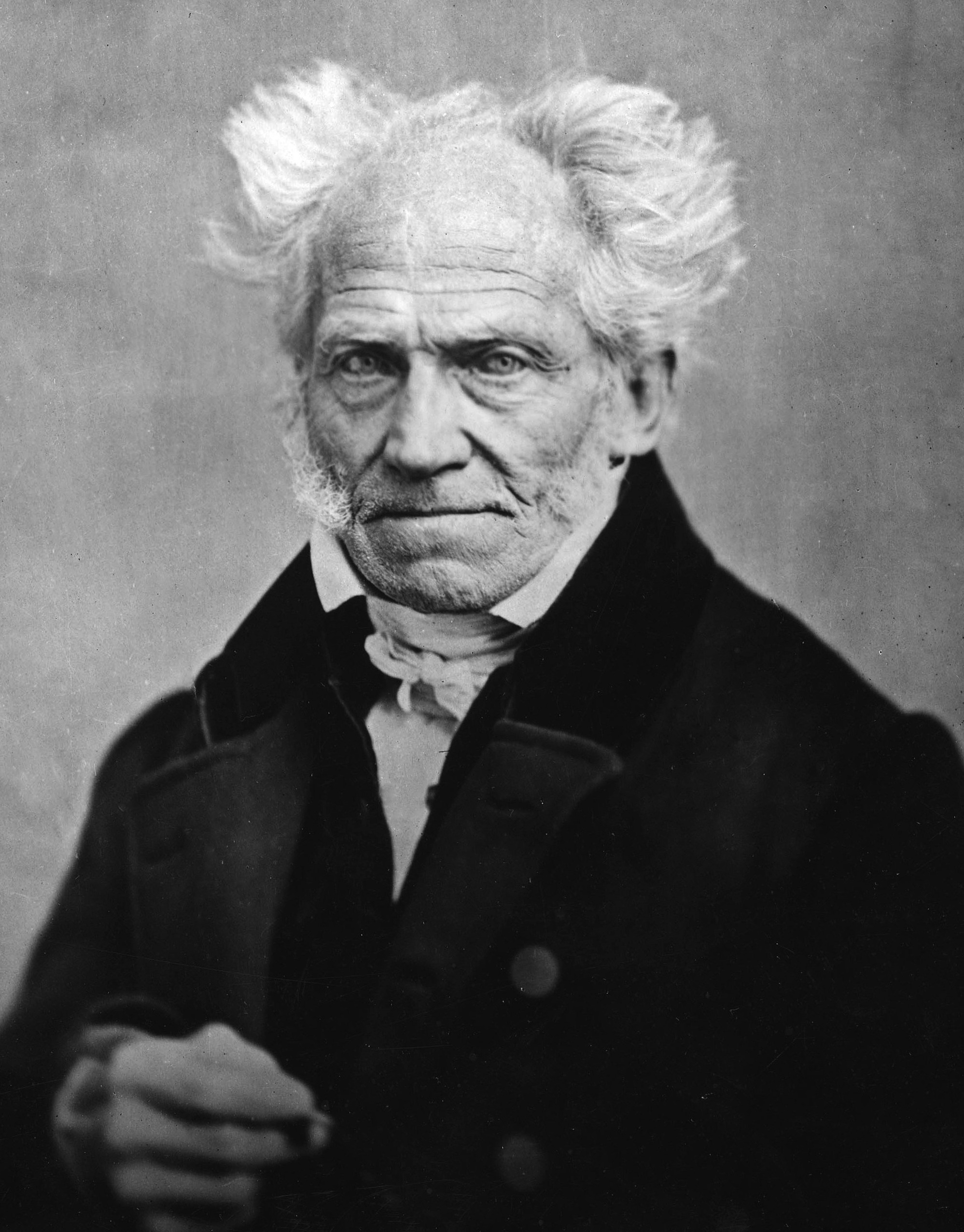
Arthur Schopenhauer

Schopenhauer si rese conto che la sua dottrina pessimistica contrastava con le filosofie a lui contemporanee ma non diede una struttura sistematica al tema del pessimismo che ad una prima visione superficiale sembrerebbe essere semplicemente connesso alla critica radicale della visione hegeliana ottimista della realtà. In effetti Schopenhauer contrapponeva a quello hegeliano un diverso idealismo, a cui dichiarava espressamente di appartenere come filosofo.
Il pessimismo allora nasce piuttosto dal problema irrisolto della "cosa in sé" kantiana irrisolvibile per via empirica dato che ogni oggetto si presenta nella forma del fenomeno, di come cioè appare ai nostri sensi. Da questo punto di vista però anche quel particolare oggetto che è il nostro corpo appare per un verso a noi nelle sue caratteristiche sensibili come fenomeno ma per un altro verso la nostra corporeità si presenta alla nostra coscienza come "volontà di vivere", un insopprimibile istinto di sopravvivenza. La volontà quindi è l'essenza del corpo, ovvero, in termini kantiani, la volontà è la cosa in sé, il noumeno. Ma il mantenimento della vita è reso possibile da un continuo ed incessante soddisfacimento di bisogni, cosicché la volontà di vita si rivela come una insopprimibile, generale tendenza alla soddisfazione di bisogni. «La base di ogni volere è bisogno, ossia dolore, a cui l'uomo è vincolato dall'origine, per natura». Incessante dolore poiché «qualsiasi soddisfacimento, o ciò che in genere suol chiamarsi felicità, è propriamente e sostanzialmente sempre negativo, e mai positivo».
Il piacere è una realtà negativa come "assenza di dolore" in primo luogo perché può apparire solo dopo che si sia avvertito un bisogno, una sofferenza tanto è vero che di molti "beni" - ad esempio la salute, la giovinezza, la libertà - ce ne accorgiamo quando dopo averli perduti ne avvertiamo la mancanza. Inoltre il piacere non rappresenta un punto d'arrivo, in quanto la volontà, per sua natura, si rivolge immediatamente ad altro, giacché «nessun appagamento possibile potrebbe bastare a calmare la sua sete, a porre uno scopo finito alla sua brama ed a riempire l'abisso senza fondo del suo cuore». Con la soddisfazione di un bisogno «nient'altro ci si può guadagnare se non d'essersi liberati da una sofferenza o da un desiderio: quindi ci si trova come prima del loro inizio e non meglio»
Se subito dopo la nascita siamo stati preda della Volontà, ora il nostro dovere morale è quello di disfare quello che la Volontà caotica ha fatto, negare la volontà di vivere passando ad una conversione radicale dal voler vivere al non voler vivere annullando la volontà nella noluntas. Delle vie d'uscita che ci si presentano (suicidio, arte, etica della compassione) solo l'ascesi sembra essere quella efficace poiché ci rende trasparenti alla volontà che continuerà ad attraversarci ma non troverà più il corpo. Quindi vivere una non vita con l'estenuazione dell'organismo, raggiungendo la nolontà, cioè la non-volontà, quindi il nulla.

## Il pessimismo di Hartmann

### Il metodo induttivo

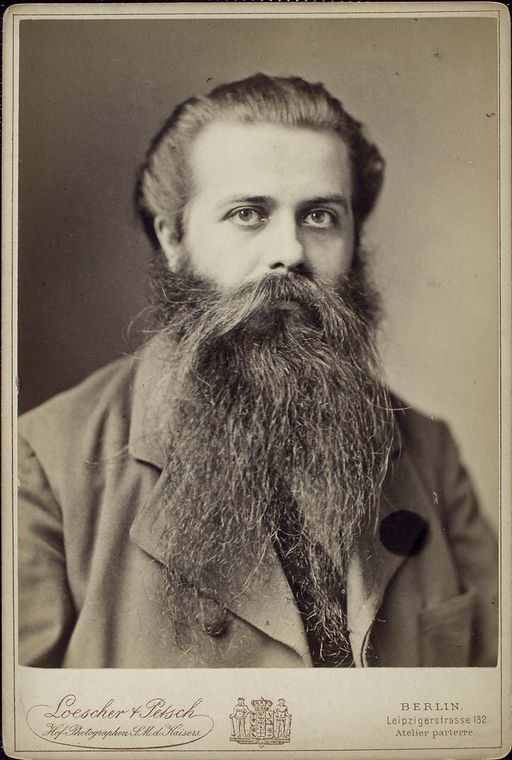
Eduard von Hartmann

Eduard von Hartmann intende costruire una teoria sul pessimismo sulla base di un metodo ricavato dalle scienze naturali e che dunque, in chiave antihegeliana e antideduttiva, si fondi sull'induzione che tuttavia, nella scienza e nella filosofia, non permette di raggiungere i principi ultimi che egli ritiene possano essere attinti solo da una visione mistica. Nel suo tempo ormai la scienza e la filosofia sono enormemente progredite e non rimane che far cadere l'ultimo muro che le separa realizzando una sintesi che le contenga entrambe armonicamente. È falsa ogni speculazione che contraddica i risultati della scienza empirica così come false sono tutte le spiegazioni scientifiche dei fatti empirici «che contraddicono i risultati rigorosi di una speculazione puramente logica».

### L'inconscio
Nella prima parte della sua opera principale Filosofia dell'inconscio Hartmann vuole dimostrare come nei fenomeni naturali complessi agiscano non cause materiali ma finalistiche spirituali. Ad esempio nella cova delle uova non è la forma dell'uovo, la struttura corporea dell'uccello o la temperatura del nido a spiegare questo fenomeno quanto la causa spirituale che ha come fine la perpetuazione della specie.
La volontà non è qualcosa che riguarda solo gli esseri umani, considerati sia nella loro interezza sia nelle parti singole che li compongono (ad esempio il midollo spinale e i gangli), ma anche gli animali hanno delle attività psichiche che possono distinguersi da quelle umane solo quantitativamente e che permettono loro di conseguire precisi scopi, di modificare i loro comportamenti in relazione al mutamento delle situazioni, il che vuol a dire «vogliono», ossia in loro sono presenti varie volontà che fanno capo di volta in volta a parti diverse dal cervello (il cervelletto, il midollo spinale, i gangli nervosi. Così anche nell'uomo vi sono movimenti involontari, come ad esempio il battito cardiaco, che non sono collegabili ad una volontà conscia centrale ma alle singole parti da cui si originano queste volontà che regolano i movimenti.
Stabilita l'esistenza di questa volontà bisogna chiarire come essa debba essere collegata alla rappresentazione nel senso che ogni volontà è di per sé astratta se non viene collegata ad un preciso contenuto. Ogni volere infatti è un volere qualcosa, quindi un volere determinato ma la nuova situazione che si vuole raggiungere mettendo in atto il volere non può essere presente realmente alla volontà poiché in questo caso non sarebbe più da realizzare: essa deve esistere quindi nel soggetto volente idealmente, vale a dire come rappresentazione e questo accade perché la volontà è un'entità spirituale Ogni volontà contiene in sé idealmente, spiritualmente, la volizione.
La prova che esiste un'attività spirituale psichica inconscia Hartmann la trova nell'analisi degli istinti animali e umani e come sostiene Hegel anche per Hartmann «L'istinto è un agire finalizzato senza coscienza del fine».
La presenza nella natura di una serie di cause ed effetti fa pensare all'esistenza di un fine ultimo che segni la conclusione della catena se non si vuole che questa rimanga «sospesa nell'aria». Si deve dunque condividere la teoria di Leibniz secondo la quale il mondo è strutturato per raggiungere nel miglior modo possibile il migliore dei fini possibili. Questo finalismo però deve tener conto dell'esistenza del male e del dolore che contrasta la volontà dell'inconscio di raggiungere la felicità.

### La felicità
Il finalismo eudemonologico dimostra che il dolore può servire a raggiungere la felicità solo se l'uomo si convince che questa non è altro che l'assenza di dolore che è connesso inevitabilmente all'esistenza e quindi solo rinunciando a vivere si potrà annichilire il mondo e il suo dolore. Si illude chi pensa che salute, giovinezza, libertà e ricchezza possano rendere felici anzi si rischia di cadere in quella sofferenza che è la noia che fa desiderare l'arrivo di dolori che rompano il tedio mortale.
Come la storia dell'umanità anche quella del singolo si svolge attraverso il primo grado dell'infanzia dove si vive nel presente seguito da quello della giovinezza, caratterizzato dai grandi sogni e poi da quello della maturità che cerca con affanno la fama e la ricchezza ed infine quello della vecchiaia che svela il decadimento delle illusioni:

## Il pessimismo della Teoria critica
(Max Horkheimer)

## Il pessimismo nella filosofia italiana
È ben rappresentato da Piero Martinetti, in questo influenzato da Arthur Schopenhauer e, soprattutto, dal suo filosofo favorito: Africano Spir. Secondo Augusto del Noce: "il pensiero di Martinetti si situa appunto come momento conclusivo del pessimismo religioso e come la sua posizione più coerente e rigorosa. Altri filosofi italiani del Novecento che possono essere definiti come pessimisti, ciascuno a suo modo, sono Carlo Michelstaedter e Giuseppe Rensi.

## Figure importanti
- Autore del Qohelet[27]
- Omero
- Eraclito
- Egesia di Cirene
- Diogene di Sinope
- Sofocle
- Lucrezio
- Michel de Montaigne
- Arthur Schopenhauer
- Giacomo Leopardi
- Ugo Foscolo
- Charles Baudelaire
- Giovanni Pascoli
- Ennio Flaiano
- Piero Martinetti
- Louis-Ferdinand Céline
- Julius Bahnsen
- Max Horkheimer
- Oswald Spengler
- Friedrich Nietzsche
- Thomas Ligotti
- Giovanni Verga

- Philipp Mainländer
- Thomas Gray
- Franz Kafka
- Mark Twain
- Afrikan Špir
- Nicolás Gómez Dávila
- Anacleto Verrecchia
- Carlo Michelstaedter
- Eugenio Montale
- Emil Cioran
- Paul Celan
- Manlio Sgalambro
- Eduard von Hartmann
- Albert Caraco
- Giuseppe Rensi
- Guido Ceronetti
- Mario Andrea Rigoni
- Howard Phillips Lovecraft
- Thomas Bernhard
- Elias Canetti
- Thomas Hobbes
- Peter Wessel Zapffe